# 苏伦德尔·库马尔
苏伦德尔·库马尔（Surender Kumar，1993年11月23日—），印度男子曲棍球运动员，司职后卫，2018年亚洲运动会男子曲棍球铜牌得主、2020年夏季奥林匹克运动会男子曲棍球铜牌得主。